# Nicholas Goldschmidt
Nicholas Goldschmidt, CC (* 6. Dezember 1908 in Taikowitz, Österreich-Ungarn als Nikolaus Goldschmidt; † 8. Februar 2004 in Toronto) war ein tschechisch-kanadischer Dirigent, Sänger und Musikpädagoge.

## Leben
Goldschmidt war ein Sohn des aus Berlin stammenden Unternehmers Robert Salomon Goldschmidt (1868–1942), der um die Jahrhundertwende größeren Gutsbesitz in Mähren erworben hatte, und dessen Frau Margarethe, geborene von Goldschmidt (1872–1942) und Großneffe des Komponisten Adalbert von Goldschmidt. Er wuchs zusammen mit seinen fünf Brüdern Artur (1901–1997), René (1903–1977), Leo (1904–1927), Ernst (1906–1992) und Erich (1912–1989) auf Schloss Taikowitz auf. Die Goldschmidt-Brüder erhielten in ihrem Elternhaus eine gediegene musikalische Ausbildung. Daneben besaß Nikolaus Goldschmidt auch entomologische Kenntnisse; in der Entomologischen Zeitschrift gab er den Fang eines Oleanderschwärmers in Taikowitz im September 1922 bekannt. Der Großneffe von Adalbert von Goldschmidt studierte an der Wiener Musikakademie Komposition bei Joseph Marx, Klavier bei Paul Weingarten und Gesang bei Corneille de Kuyper. Er vertonte u. a. Nikolaus Lenaus Schilflieder. Goldschmidt wirkte als Dirigent in verschiedenen Städten der Tschechoslowakei und Belgiens, bevor er 1937 in die USA emigrierte. Dort war er von 1938 bis 1942 Direktor der Opernabteilung des San Francisco Conservatory und der Stanford University und danach bis 1944 der Columbia University.
Auf Einladung von Arnold Walter kam er nach Toronto, wo er von 1946 bis 1957 der erste Direktor der Royal Conservatory Opera School war. Daneben wirkte er von 1949 bis 1957 als Direktor der CBC Opera Company und von 1950 bis 1957 als Direktor der Opera Festival Association. Er dirigierte in dieser Zeit dreizehn Opernproduktionen, darunter Rigoletto, Die Hochzeit des Figaro und Hänsel und Gretel.
Außerdem war Goldschmidt von 1950 bis 1958 Direktor des Sommerschule der University of British Columbia und von 1957 bis 1962 Direktor des Vancouver International Festival. Als Chef der Abteilung für künstlerische Darbietungen der Centennial Commission war er verantwortlich für die Veranstaltungen des Festival Canada 1967 (anlässlich des hundertsten Jahrestages des British North America Act) und gründete in Ottawa den Centennial Choir, den er bis 1972 dirigierte.
1967 wurde Goldschmidt künstlerischer Leiter der Edward Johnson Music Foundation. Von 1968 bis 1975 war er Musikdirektor der University of Guelph. Hier gründete er das Guelph Spring Festival, dessen künstlerischer Direktor er bis 1987 blieb. Im Rahmen des Festivals dirigierte er mehrere Opern Brittens (darunter die nordamerikanische Erstaufführung von The Prodigal Son und die Bearbeitung von John Gays The Beggar’s Opera), die Zwei Witwen von Bedřich Smetana, Acis and Galatea von Händel, die Uraufführung von Derek Healeys Seabird Island und andere. 1976 organisierte er Konzert mit Werken Krzysztof Pendereckis.
1984 war Goldschmidt künstlerischer Berater des Toronto International Festival, 1985 Direktor der International Bach Piano Competition, 1989 künstlerischer Direktor des International Choral Festival und 1991 Direktor des Glory of Mozart Festival. 1993 und 2002 organisierte er das Joy of Singing International Choral Festival und 2003 das Benjamin Britten Festival.
Gelegentlich trat Goldschmidt auch als Oratorien- und Liedsänger auf, berühmt waren seine Aufführungen von Schuberts Liederzyklus Winterreise, bei denen er sich selbst auf dem Klavier begleitete. Er gab auch Meisterklassen in Gesang; seine bekanntesten Schüler waren Jon Vickers und Maureen Forrester.
Goldschmidt erhielt 1976 die Canadian Music Council Medal und 1979 den Nationalpreis für Musik der University of Alberta. 1978 wurde er Officer, 1989 Companion des Order of Canada. 1983 ehrte ihn der Rundfunk der CBC mit der dreiteiligen Sendung Nicholas Goldschmidt: Reminiscences. Zu seinem 80. Geburtstag 1988 fand ein Konzert im St. Lawrence Centre von Toronto statt. 1997 erhielt er den Governor General's Performing Arts Award.